# Нова Жадова
Нова́ Жадова —  село в Україні, у Сторожинецькій міській громаді Чернівецькому районі Чернівецької області.

## Географія
Через село проходить автошляхом територіального значення Т 2620 та регіонального значення Р62.

## Історія
Перед Другою світовою війною значна кількість населення Нової Жадови складалась з німців та поляків.
З 1991 року в складі незалежної України.
17 липня 2020 року, в результаті адміністративно-територіальної реформи та ліквідації Сторожинецького району, село увійшло до складу Чернівецького району.

## Населення

### Мова
Розподіл населення за рідною мовою за даними :
| Мова            | Кількість | Відсоток |
| --------------- | --------- | -------- |
| українська      | 400       | 98.52%   |
| російська       | 4         | 0.98%    |
| румунська       | 1         | 0.25%    |
| інші/не вказали | 1         | 0.25%    |
| Усього          | 406       | 100%     |

## Відомі люди
- Вайпан Іван — український військовослужбовець, учасник російсько-української війна.[3]
- Кириленко Микола Миколайович — український військовослужбовець, учасник російсько-української війна.[4]

## Світлини

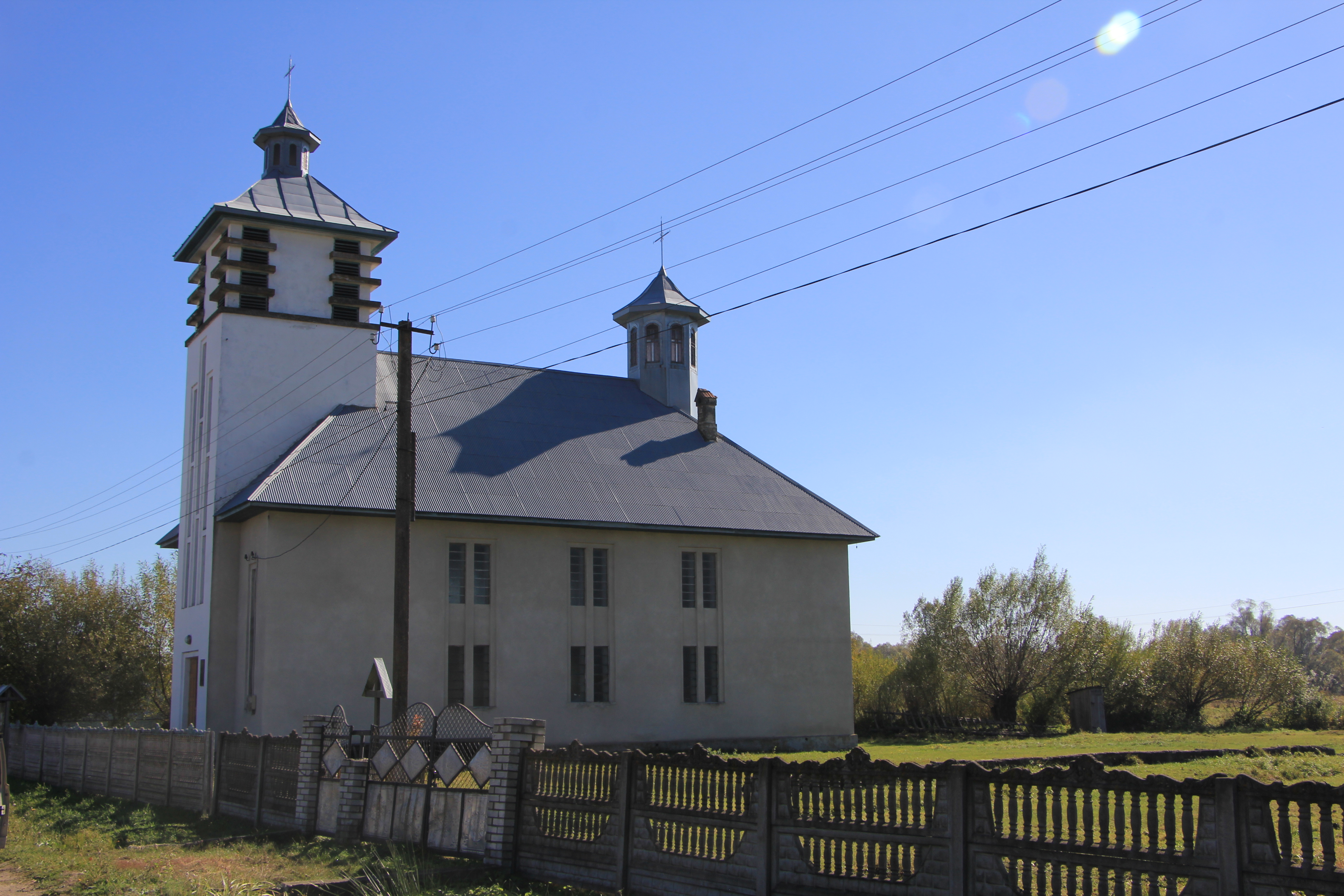
Церква Свв. Петра і Павла с.
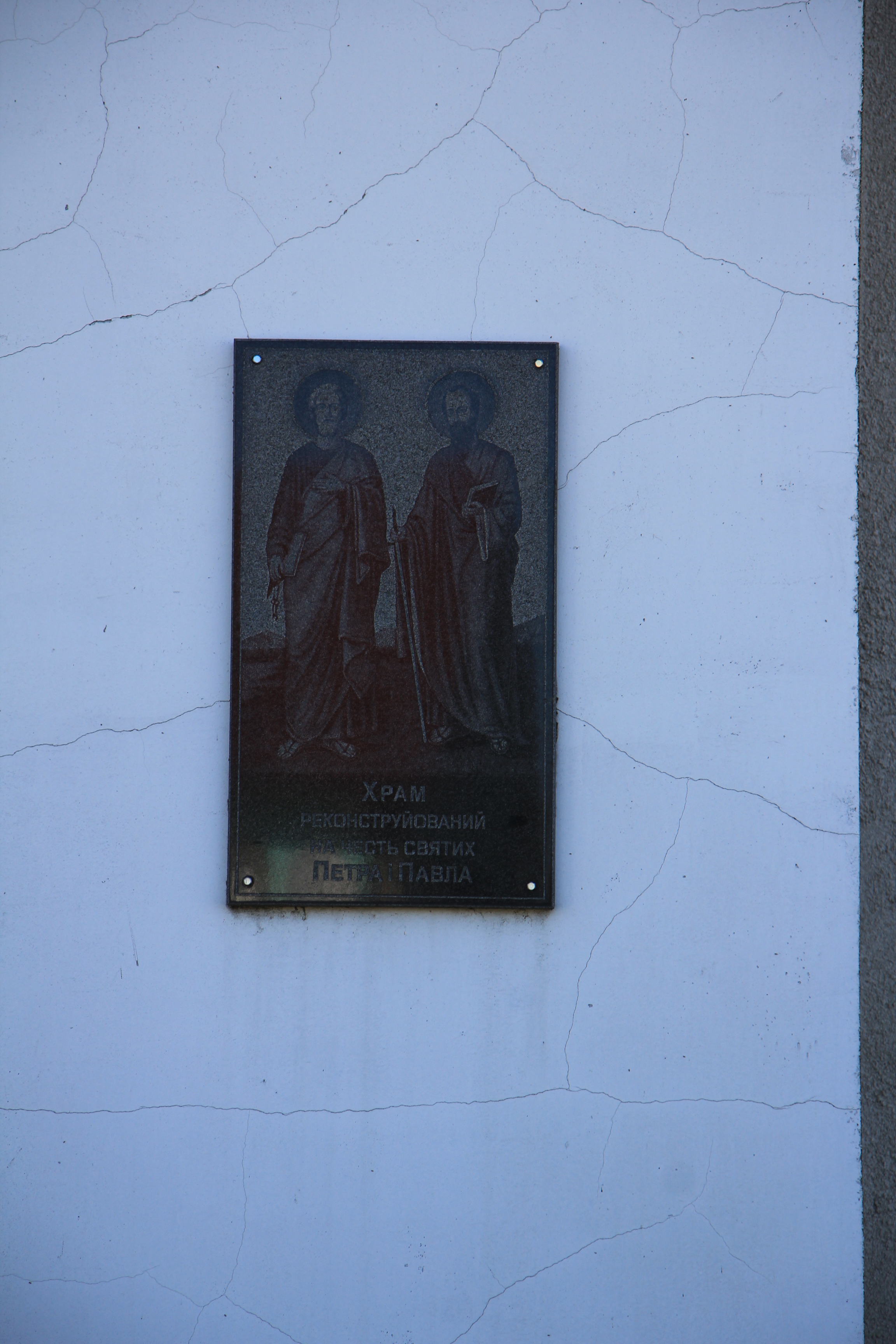
Церква Свв. Петра і Павла с.
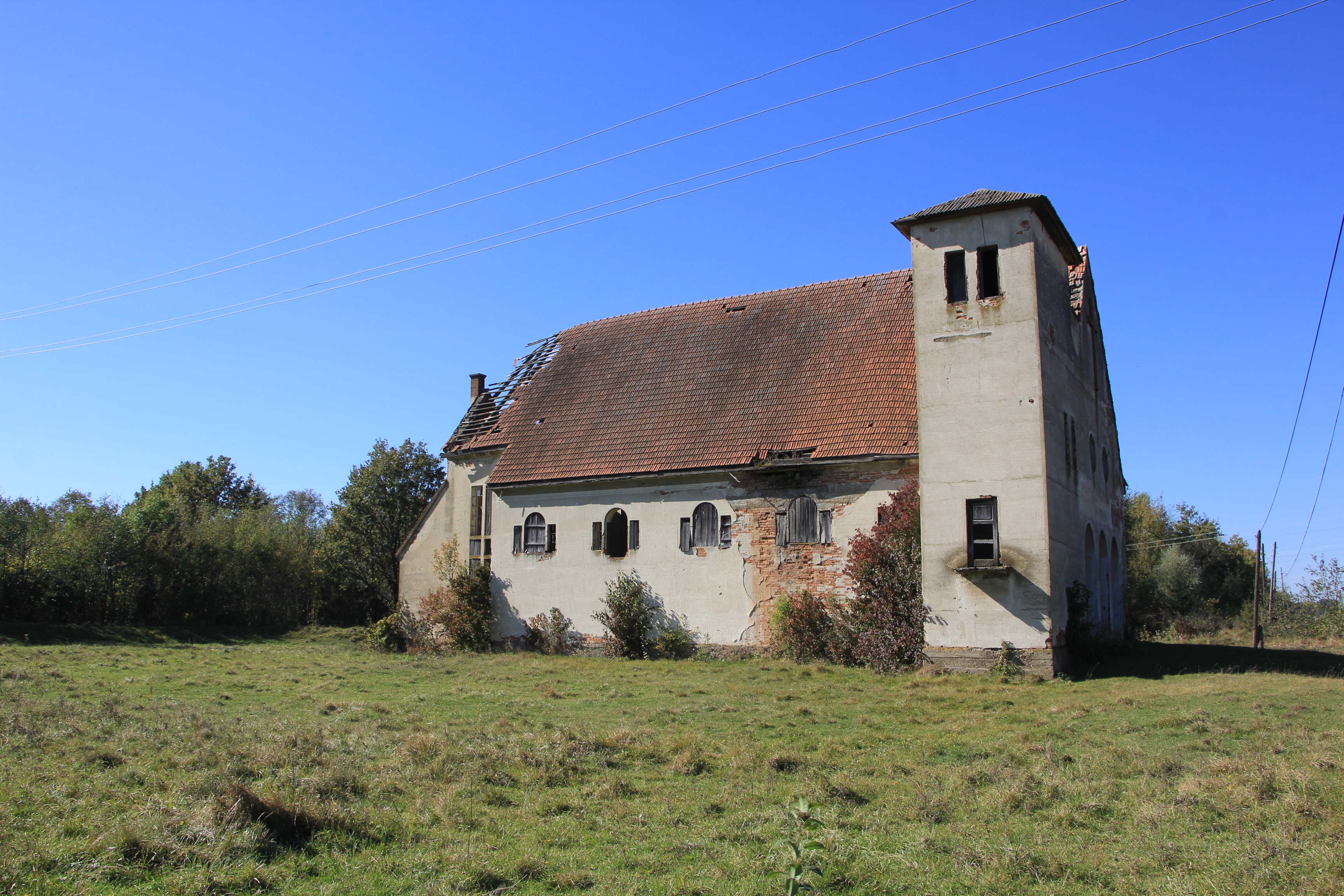
Кірха
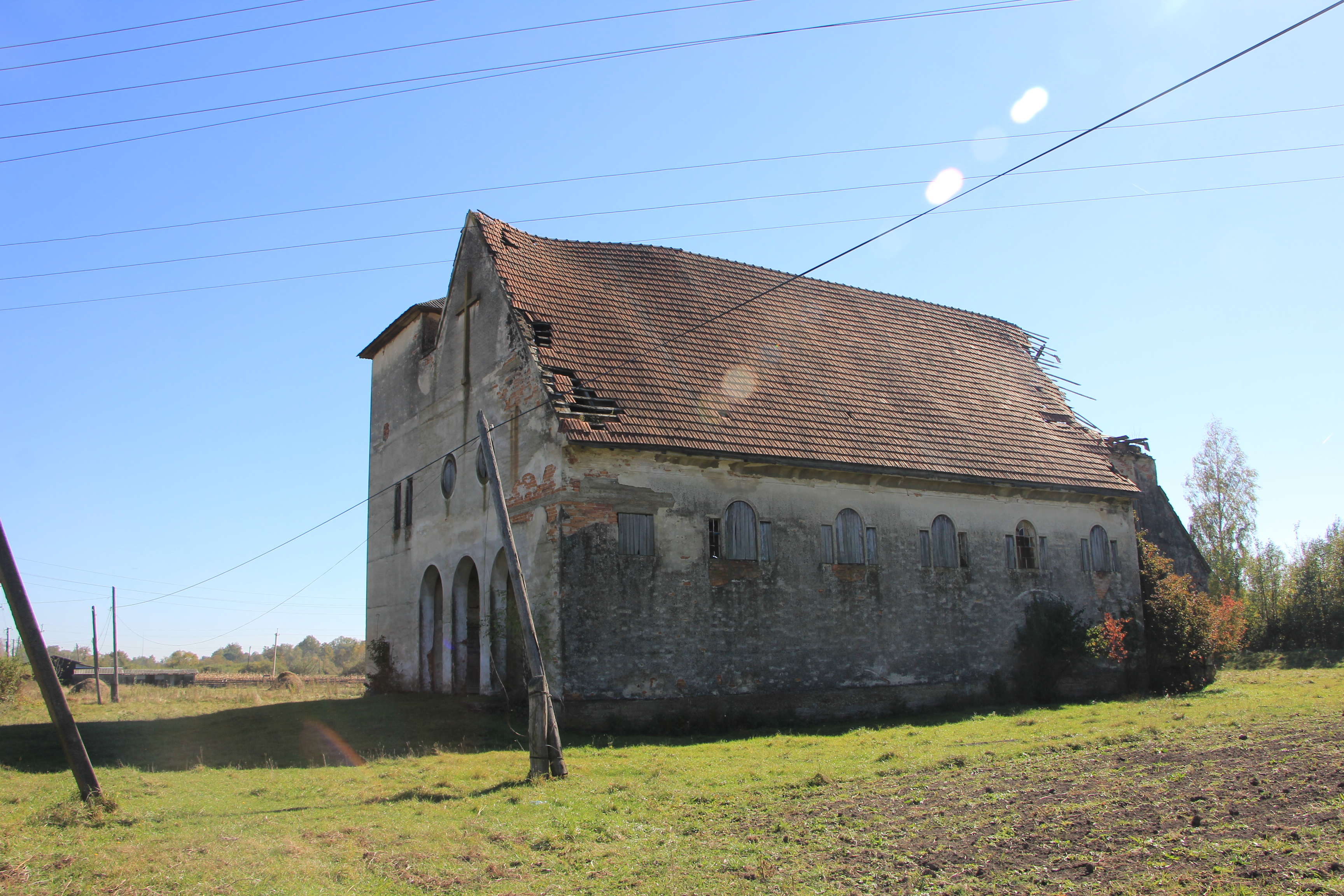
Кірха
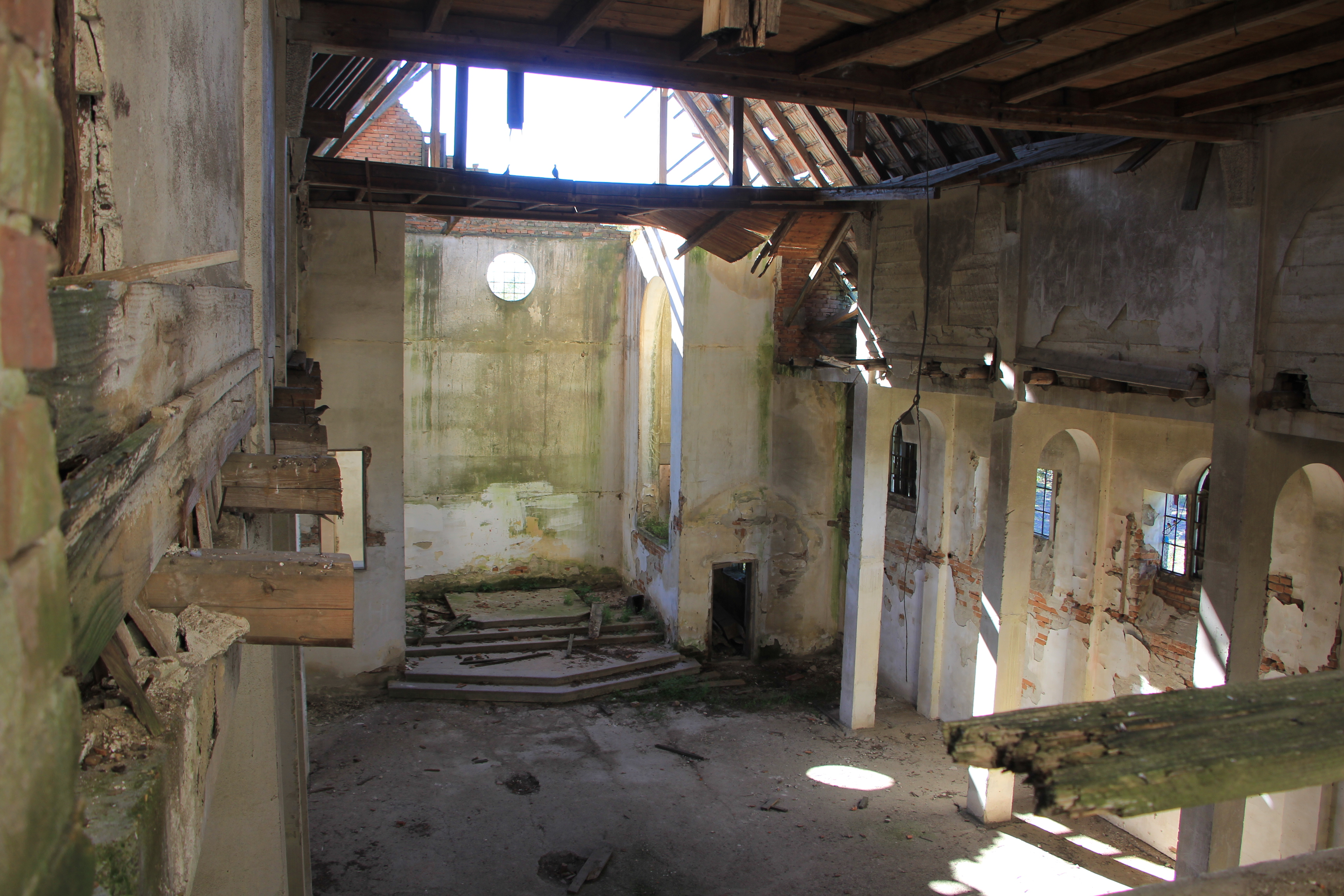
Кірха